# Comté de King William
Le comté de King William est un comté à environ 35 miles au Nord-Est de Richmond dans l'état américain de Virginie. En 2010, la population a été estimée à 15 935 habitants. Le siège du comté est King William.

## Historique
Le Comté du Roi a été formé en 1702 à partir du Comté du Roi et de la Reine. Ce comté a été nommé d'après Guillame III, Roi d'Angleterre (en anglais William III, King of England). Le Courthouse, construit en 1725, est le Courthouse le plus vieux encore utilisé aux États-Unis.

## Géographie
D'après le bureau du recensement des États-Unis, le comté a une surface totale de 286 milles carrés (740 km2), dont 275 milles carrés (713 km2) de terre et 10 milles carrés (26 km2) d'eau (3,58 %). Le comté de King William est limité par le Mattaponi au nord et le Pamunkey au sud. Les deux rivières se rejoignent pour former la Rivière York, à West Point, la plus grande ville du comté.

## Démographie
Au recensement de 2000, il y avait 13 146 habitants, 4 846 ménages, et 3 784 familles résidents dans le comté. La densité de population était de 48 habitants par mile carré (18 hab./km2). Il y avait 5 189 logements pour une densité de 19 par mile carré (7 log./km2).
La palette raciale du comté était de 73,81 % de « blancs », 22,81 % de « noirs » ou Afro-Américains, 1,54 % d'Indiens, 0,37 % d'Asiatiques, et 1,15 % de deux races ou plus. 0,91 % de la population étaient Hispaniques ou Latinos de n'importe quelle race.
Il y avait 4 846 ménages dont 36,40 % avaient des enfants mineurs vivant avec eux, 60,90 % était mariés et vivaient en couple, 10,20 % vivaient en concubinage et 31,90 % étaient célibataires. La moyenne des ménages était de 2,69 personnes et la moyenne des familles était de 3,06 personnes.
Dans le comté, la population était âgée à 36,10 % de moins de 18 ans, 5,90 % de 18 à 24 ans, 31,50 % de 25 à 44 ans 24,80 % de 45 à 64 ans et 11,70 % de 65 ans ou plus. L'âge moyen était de 37 ans. Il y avait 96,60 hommes pour 100 femmes, et 93,90 hommes pour 100 femmes majeures.
Le revenu moyen d'un ménage était de 49 876 $ et le revenu moyen d'une famille de 54 037 $. Les hommes avaient un revenu moyen de 34 616 $ contre 25 578 $ pour les femmes. Le revenu moyen par habitant était de 21 928 $. Environ 4,40 % des familles et 5,50 % de la population vivaient en dessous du seuil de pauvreté, dont 6 % avaient moins de 18 ans et 9 % avaient 65 ans ou plus.